# Fungiina
Fungiina é uma subordem de cnidários antozoários da ordem Scleractinia.